# Zbiroh
Zbiroh là một thị trấn thuộc huyện Rokycany, vùng Plzeňský, Cộng hòa Séc.